# Варака
Варака (перс. ورقا) — село в Ірані, у дегестані Кара-Кагріз, у бахші Кара-Кагріз, шагрестані Шазанд остану Марказі. За даними перепису 2006 року, його населення становило 213 осіб, що проживали у складі 61 сім'ї.

## Клімат
Середня річна температура становить 12,13 °C, середня максимальна – 30,18 °C, а середня мінімальна – -8,60 °C. Середня річна кількість опадів – 289 мм.
| Клімат поселення                              | Клімат поселення | Клімат поселення | Клімат поселення | Клімат поселення | Клімат поселення | Клімат поселення | Клімат поселення | Клімат поселення | Клімат поселення | Клімат поселення | Клімат поселення | Клімат поселення | Клімат поселення |
| Показник                                      | Січ.             | Лют.             | Бер.             | Квіт.            | Трав.            | Черв.            | Лип.             | Серп.            | Вер.             | Жовт.            | Лист.            | Груд.            |                  |
| Середній максимум, °C                         | 7,82             | 9,68             | 13,95            | 18,83            | 23,82            | 28,77            | 30,18            | 29,81            | 25,58            | 20,05            | 14,12            | 8,29             |                  |
| Середня температура, °C                       | −0,39            | 1,48             | 5,75             | 10,62            | 15,60            | 20,55            | 24,19            | 23,81            | 19,59            | 14,04            | 8,11             | 2,30             |                  |
| Середній мінімум, °C                          | −8,6             | −6,76            | −2,48            | 2,38             | 7,38             | 12,32            | 18,18            | 17,82            | 13,59            | 8,06             | 2,12             | −3,7             |                  |
| Норма опадів, мм                              | 43               | 40               | 52               | 37               | 30               | 5                | 1                | 1                | 0                | 8                | 29               | 43               |                  |
| Середньомісячна швидкість вітру, м/с          | 2.07             | 2.63             | 3.10             | 3.19             | 2.95             | 2.53             | 2.52             | 2.54             | 2.34             | 2.20             | 1.70             | 2.03             |                  |
| Середньомісячна сонячна радіація, кДж/м²·день | 9231             | 12498            | 14944            | 18275            | 22200            | 26873            | 25752            | 24111            | 21331            | 15784            | 10956            | 8919             |                  |
| --------------------------------------------- | ---------------- | ---------------- | ---------------- | ---------------- | ---------------- | ---------------- | ---------------- | ---------------- | ---------------- | ---------------- | ---------------- | ---------------- | ---------------- |
| Джерело:                                      |                  |                  |                  |                  |                  |                  |                  |                  |                  |                  |                  |                  |                  |